# Shipanagar
Shipanagar (nepalski: शिवनगर) – gaun wikas samiti w zachodniej części Nepalu w strefie Lumbini w dystrykcie Kapilvastu. Według nepalskiego spisu powszechnego z 2001 roku liczył on 645 gospodarstw domowych i 4178 mieszkańców (1986 kobiet i 2192 mężczyzn).